# Ivor Vidaković
Ivor Vidaković (Bjelovar, 1. prosinca 1988.) je hrvatski rukometaš, ljevokrilni napadač i član hrvtaske kadetske reprezentacije.
Karijeru je počeo je u RK Perutnina Pipo IPC Čakovec. Najveći uspjeh je doživio u Estoniji na europskom prvenstvu osvajanjem prvog mjesta.